# オランダの同性結婚

ヨーロッパ各国における同性婚または同性間のパートナーシップ法の施行状況
同性婚^{1}
その他のパートナーシップ法^{1}
事実婚^{1}
なし
憲法にて婚姻を男女間に限定
^{1}同性間のパートナーシップを認めた現行法または裁判所決定のいずれかが含まれているが、未施行のものは除外。

オランダの同性結婚（オランダのどうせいけっこん）では、オランダにおける同性結婚（同性婚）について記述する。
オランダでは、世界で初めて同性結婚が2001年4月1日に合法化された。
同性結婚の合法化に関する法案が、2000年9月12日に第二院（下院）で賛成109票・反対33票で可決され、同年12月19日に第一院（上院）で賛成49票・反対26票で可決された。同法律は、2000年12月21日にベアトリクス女王から王室の同意を得て、2001年4月1日に施行され、オランダは世界で最初に同性結婚を合法化した国になった。

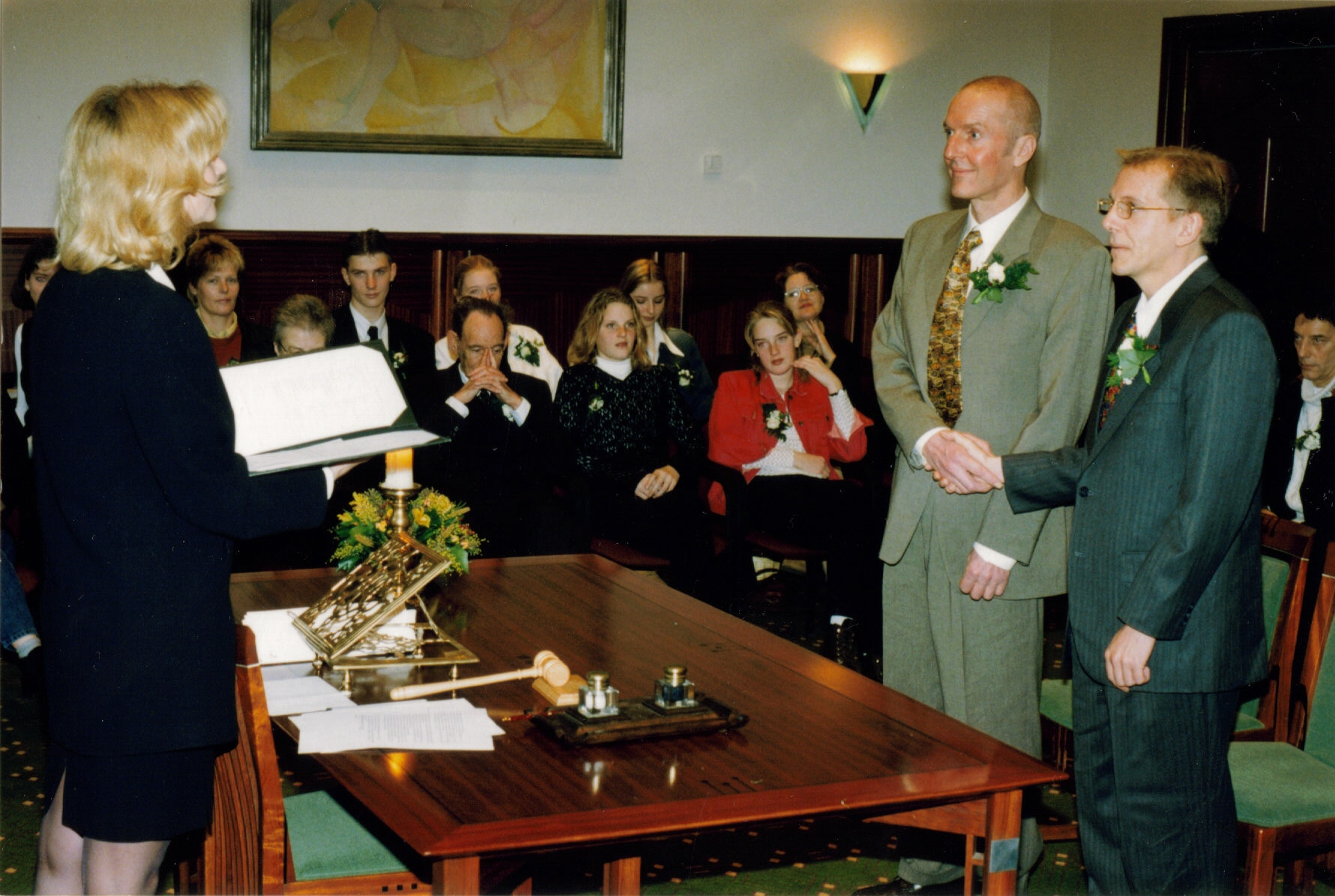
結婚する権利が同性カップルに開放されてから最初の1ヶ月で、アムステルダムで結婚する2人の男性ゲイカップル (2001年)